# Athens (Maine)
Athens és una població dels Estats Units a l'estat de Maine (EUA). Segons el cens del 2000 tenia 847 habitants.

## Demografia
Segons el cens del 2000, Athens tenia 847 habitants, 327 habitatges, i 225 famílies. La densitat de població era de 7,5 habitants per km².
Dels 327 habitatges en un 33% hi vivien nens de menys de 18 anys, en un 54,7% hi vivien parelles casades, en un 9,8% dones solteres, i en un 30,9% no eren unitats familiars. En el 22,9% dels habitatges hi vivien persones soles el 6,4% de les quals corresponia a persones de 65 anys o més que vivien soles. El nombre mitjà de persones vivint en cada habitatge era de 2,52 i el nombre mitjà de persones que vivien en cada família era de 2,92.
Per edats la població es repartia de la següent manera: un 24,9% tenia menys de 18 anys, un 5,9% entre 18 i 24, un 32,2% entre 25 i 44, un 24,9% de 45 a 60 i un 12% 65 anys o més.
L'edat mediana era de 37 anys. Per cada 100 dones de 18 o més anys hi havia 91,6 homes.
La renda mediana per habitatge era de 24.813 $ i la renda mediana per família de 32.841 $. Els homes tenien una renda mediana de 24.545 $ mentre que les dones 20.139 $. La renda per capita de la població era de 13.786 $. Entorn del 17% de les famílies i el 22,9% de la població estaven per davall del llindar de pobresa.